# Erebochlora semifumata
Erebochlora semifumata är en fjärilsart som beskrevs av W. Warren 1904. Erebochlora semifumata ingår i släktet Erebochlora och familjen mätare. Inga underarter finns listade i Catalogue of Life.